# Đảo Orcas
Đảo Orcas là hòn đảo lớn nhất trong quần đảo San Juan, tọa lạc phía Tây Bắc tiểu bang Washington, Hoa Kỳ.

## Liên kết
- Orcas Island Chamber of Commerce (Orcas Island)
- Orcas Island Heritage Lưu trữ ngày 14 tháng 2 năm 2010 tại Wayback Machine
- Orcas Island Historical Museum